# Oceanográfiai Múzeum

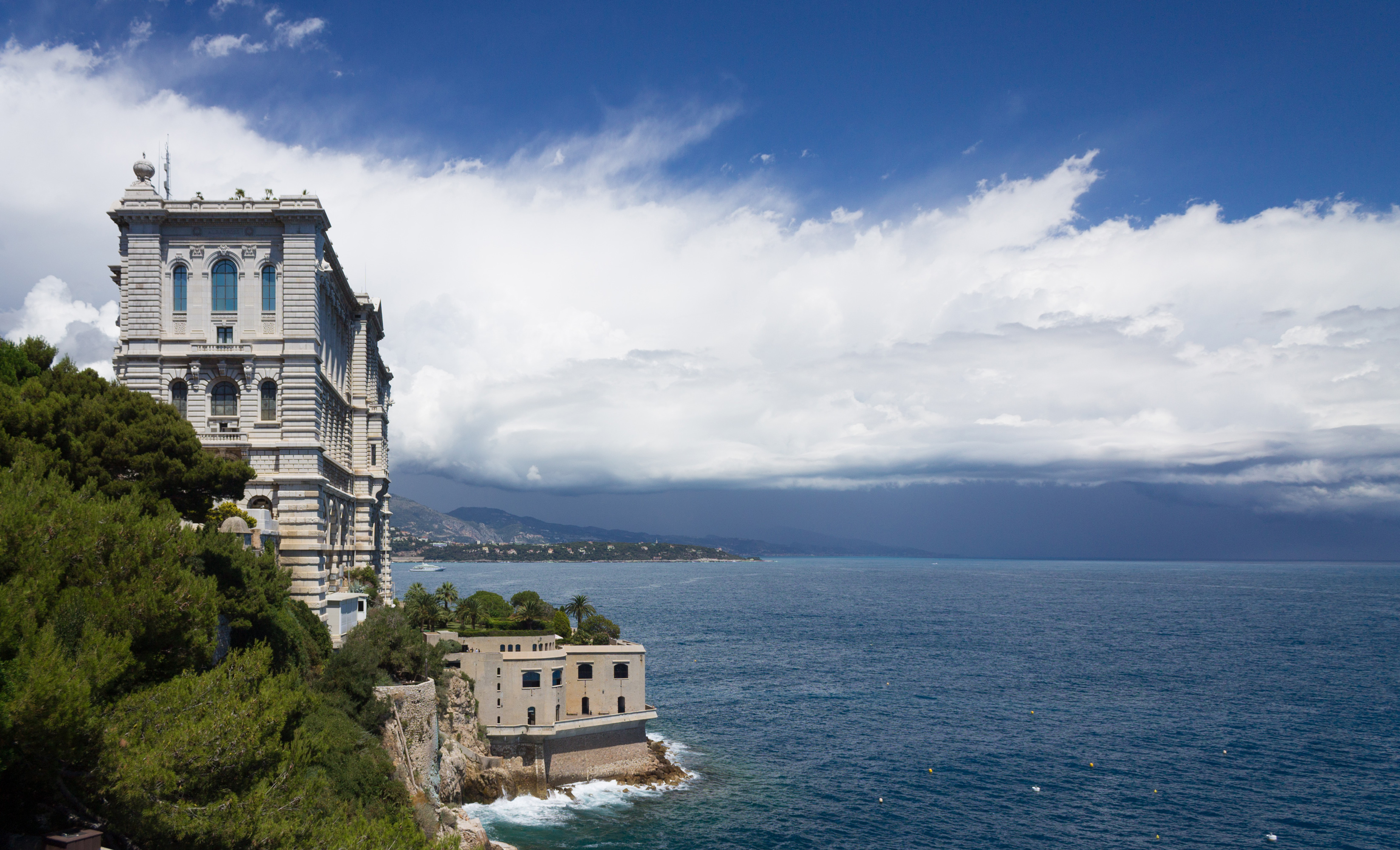
A múzeum épülete a sziklán

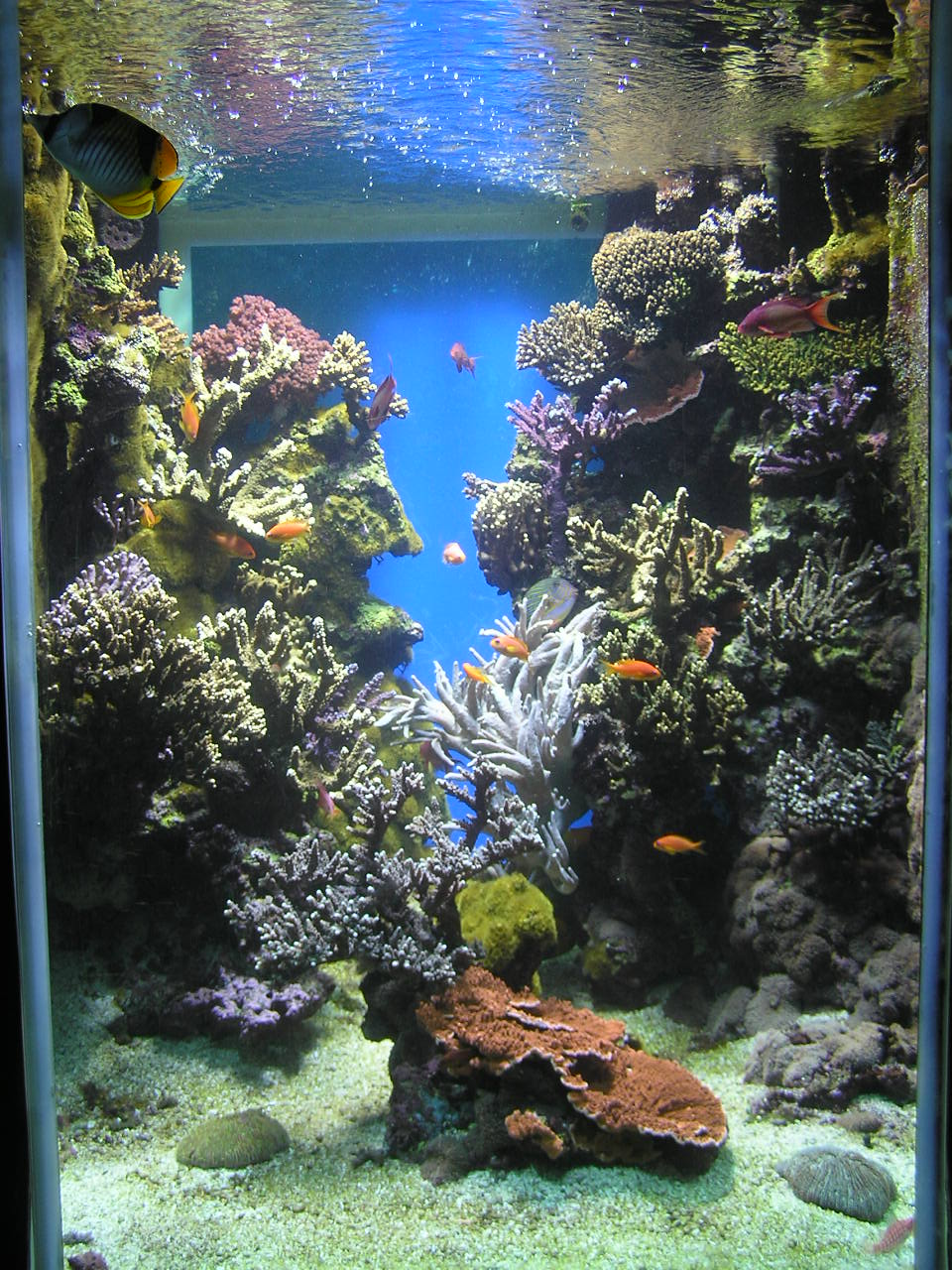
A kiállítás részlete

Az Oceanográfiai Múzeum Monacóban, a Monacói Sziklán, 85 m-el a tenger felett található.

## Története
A múzeum 1910-ben nyitotta meg kapuit, építését I. Albert herceg rendelte el. A herceget mindig vonzotta a tenger, különösen az akkoriban új tudományágnak számított oceanográfia megismerése, és jeles tudósokkal vette körül magát. 1855-ben indult el első önálló kutatóútjára, kis hajójával a Hirondelle-lel. Kezdetben főleg a Golf-áramlat sajátosságait vizsgálta, de mélytengeri kutatásokat is folytatott. Később azonban új vízi járművével már az Azori-szigetekre is eljutott. Ott 6000 méter mélységből hozott fel mintákat a tenger vizéből, és a tengerfenék talajából is. Jól felszerelt laboratóriumaiban pedig gondos vizsgálatokat folytatott munkatársaival, miután számos parányi élőlényt és más tengeri állatot is talált. Az időközben trónra lépett herceg az általa elért tudományos eredmények bemutatására terveztette és építette meg ezt a múzeumot. Kiemelkedő kutatómunkájának elismeréseként 1909-ben megkapta az Egyesült Államok Tudományos Akadémiájának aranyérmét, miközben már tagja volt a Brit Királyi Földrajzi Társaságnak is.
Az épület különlegessége, hogy az alsó emeletei közvetlenül a tengerparton találhatók, a két fő szint viszont a sziklaoldal fölé magasodik. A múzeum alapkövét még 1899-ben helyezték el, és tizenegy évvel később avatták fel a kész épületet. Mielőtt a múzeumot átadták, a tudós herceg 1906-ban létrehozta a ma is működő Oceanográfiai Intézetet, amely azóta is fontos szerepet tölt be a nemzetközi tengertani kutatásokban. Ennek része lett azután a már említett reprezentatív gyűjtemény, amelyet naponta több ezer érdeklődő turista látogat meg.

## Kiállítás
A monumentális múzeumi épület főbejáratán keresztül tágas előcsarnok fogadja a vendéget, ahol I. Albert szobormása látható, amint hajójának az I. Hirondelle-nek a parancsnoki hídján áll. A földszinten balra található a cápasimogató akvárium, mögötte a kijárattal és üzlettel. Jobbra a nagy, reprezentatív tanácsterem található.
Az alagsor -2 szintjén kaptak helyet az akváriumok, amelyek a Földközi-tenger és a trópusi vizek élővilágát mutatják be. Halak, tengericsillagok, csikóhalak, teknősök, medúzák, rákok, ráják, cápák, tengerisünök, tengeriuborkák, angolnák, murénák és sok más állat látható itt.
A -1 szinten bálnák csontvázai, kitömött állatok, búvárfelszerelések és a néhai monacói herceg kutatóhajóinak modelljei és berendezései láthatók. A II. Hirondelle – amely már gőzenergiával működött – laboratóriumának az eredeti formája csodálható meg a kiállításon, a közelben pedig a mennyezetre függesztve egy hatalmas tintahal foglal helyet, amely egyike a legszebb itteni trófeáknak. A legnagyobb számú gyűjtemény azonban a tízezer különböző kagylót bemutató tárlat. A kiállított tengeri élőlények mellett érdekességnek számít az a grönlandi kajak, melyben egy eszkimó hasonmása foglal helyet. Erre az emeletre került Albert herceg tengertani gyűjteményének egy része is. A csarnokban néhány kutatóeszközt, mélytengeri gömböt, úgynevezett batiszkáfot állítottak ki, aminek külön érdekessége, hogy a világhírű francia Cousteau kapitány készítette, aki 1957-től 1988-ig vezette az intézetet, és a világ szinte valamennyi tengerén használta ezt az eszközt. De megtekinthető az a különleges, háromoldalú merítőháló, amely a herceg találmánya volt és több mint 6000 méter mélységig használtak, sikerrel. Maga az eljárást egyébként csaknem fél évszázadon át a mélytengeri kutatás világcsúcsának tartották.
Az 1. emeleten tanács- és oktatótermek sorakoznak.
A legfelső szintről (2. emelet) panoráma nyílik Monacóra és az olasz tengerpartra, valamint itt található a múzeum étterme is.

## Híres emberek
- I. Albert monacói herceg (1848-1922), Az Oceanográfiai Intézet és az Oceanográfiai Múzeum alapítója.
- 1957 és 1988 között Jacques-Yves Cousteau, a híres tengerkutató volt a múzeum igazgatója.

## Külső hivatkozások
- A múzeum hivatalos honlapja (francia, angol és olasz nyelven)
- A hercegség hivatalos honlapja
- Az Óceoanográfiai Múzeumról a Monacóba utazóknak Archiválva 2014. szeptember 3-i dátummal a Wayback Machine-ben (angolul)